# Instituto de Biología (UNAM)
El Instituto de Biología de la Universidad Nacional Autónoma de México (IB-UNAM) es un centro de investigación de dicha institución, uno de los que agrupa mayor número de entidades investigativas y personal dedicado a dicha labor sobre la megadiversidad mexicana. Además de sus departamentos de botánica y de zoología, resguarda el Herbario Nacional de México, un jardín botánico, dos estaciones de biología tropical así como colecciones nacionales de agaváceas, helmintos, moluscos, ácaros, arácnidos, crustáceos, insectos, peces, anfibios, reptiles, aves y mamíferos. Fue fundado en 1929 y cuenta con 151 investigadores e investigadoras.

## Unidades de investigación
Las entidades que integran el instituto son:
- Departamento de Zoología
- Departamento de Botánica
- Herbario Nacional de México
- Jardín Botánico del IB-UNAM
- Estación de Biología Chamela, ubicada en el estado de Jalisco, y fundada en 1971. Forma parte de la Red Mundial de Reservas de Biosfera de la Unesco.[2]
- Estación de Biología Los Tuxtlas, en el estado de Veracruz.[3]
- Pabellón Nacional de la Biodiversidad

## Publicaciones académicas
Parta de la producción académica del instituto es reflejada en las siguientes publicaciones:
- Anales del Instituto de Biología, series Botánica y Zoología

- Cuadernos del Instituto de Biología
- Revista Mexicana de Biodiversidad (ISSN 1870-3453)
- Flora del Valle de Tehuacán-Cuicatlán
- Flora Mesoamericana, en conjunto con el Jardín Botánico de Misuri y el Museo de Historia Natural de Londres
- Listados Florísticos y Faunísticos
- Anales del Instituto de Biología